# Michał Ludwik Dobrowolski

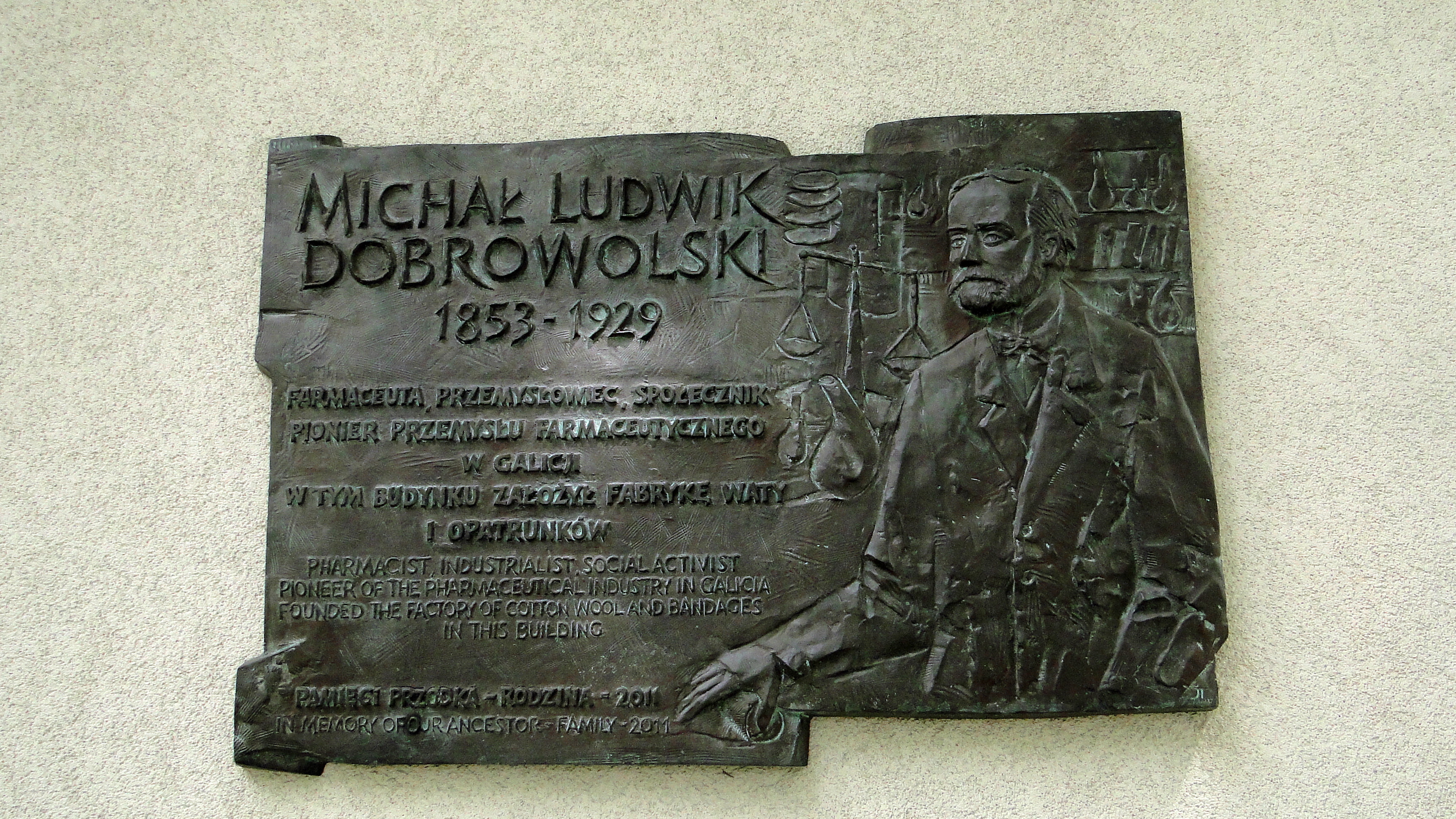
Pamiątkowa tablica na budynku dawnej wytwórni waty

Michał Ludwik Dobrowolski (ur. 14 września 1853 w Rzeszowie, zm. 5 lipca 1929 w Krakowie) – polski farmaceuta, publicysta i przemysłowiec. Związany z miastem Podgórzem.
W 1875 ukończył studia na Uniwersytecie Jagiellońskim i został magistrem farmacji. Rok później rozpoczął trwającą dekadę podróż po Europie, gdzie pracował w aptekach m.in. w Paryżu, Londynie i Wiedniu, a także pracował w mediolańskiej fabryce farmaceutycznej. W 1881 reprezentował Polskę na Kongresie Farmaceutycznym w Londynie. W 1886 wrócił do Polski i rok później założył w Nowej Wsi Narodowej Fabrykę Waty i Opatrunków Chirurgicznych, jedną z największych w ówczesnych Austro-Węgrzech. Później została ona przeniesiona do Podgórza na ulicę Kalwaryjską 18, a później na współczesny plac Lasoty (obecny adres budynku to ul. Parkowa 11).
Od 1894 był radnym miejskim miasta Podgórza. Był też dyrektorem podgórskiego wydziału Polskiego Towarzystwa Gimnastycznego Sokół.
Syn Piotra i Marcjanny. Jego pierwszą żoną była Helena, z domu Wagner, z którą miał córkę Michalinę. Po jej śmierci w 1893 poślubił Julię z domu Jordaens, z którą miał ósemkę dzieci.
Zmarł w 1929 i został pochowany na Cmentarzu Podgórskim.